# Нтаре I
Нтаре I Ківіміра Савуїмба Семунганзашамба Рушатсі Камбарантама — король Бурунді з 1680 до 1709. Найбільш імовірно, був першим королем Бурунді.
В Бурунді існують дві основні легенди. Обидві припускають, що країна була заснована людиною на ім'я Камбарантама, та легенда, яку найбільше пропагують сьогодні, говорить про те, що він прийшов з Руанди. Інша версія, більш поширена в доколоніальному Бурунді, говорить, що Камбарантама прийшов з південного штату Буха.